# MOSFET
Een MOSFET of metal-oxide-semiconductor field-effect transistor is een bepaald type veldeffecttransistor (FET).

## Beschrijving
De MOSFET is opgebouwd uit lagen in de volgorde M, O, S (metaal, oxide, semiconductor). De metaallaag vormt de gate-aansluiting, hoewel dit in de praktijk ook een hooggedoteerde halfgeleider kan zijn in plaats van een metaal. De MOSFET bevat verder ook nog een source- en drain-aansluiting die elk verbonden zijn met een hooggedoteerd gebied in de halfgeleider. Er is ook een bulkcontact – dat verbinding maakt met het substraat – mogelijk, maar vaak wordt dit intern verbonden met de source. Door het aanbrengen van een spanning op de gate verandert de ladingsdragerconcentratie in de halfgeleider, waardoor de weerstand tussen de source en drain verandert. Door de aanwezigheid van een isolerende oxidelaag tussen gate en de halfgeleider vloeit er geen stroom door de gate; dit in tegenstelling tot de bipolaire transistor, waar er wel stroom door de basis vloeit. De MOSFET wordt gebruikt in elektronica wanneer een hoge ingangsimpedantie benodigd is.

## Geschiedenis
Het basisprincipe van de MOSFET, oorspronkelijk IGFET genoemd, werd voor het eerst in een patent opgenomen door Julius Edgar Lilienfeld in 1925. Onafhankelijk werd dit idee tien jaar later, in 1935, geopperd door O. Heil (Engeland). Door de ontoereikende materiaalkennis en de toenmalige stand van de techniek was men lange tijd niet in staat dit idee om te zetten in de praktijk. Het duurde tot begin jaren zeventig voor de MOSFET aan zijn echte opmars kon beginnen. De eerste MOS-schakelingen waren van het PMOS-type en werden gebruikt in toepassingen als rekentoestellen. Daarop volgde een tweede fase in de revolutie die werd ingezet door de eerste Intel-microprocessoren in 1972 (de 4004) en in 1974 (de 8080). Deze processoren werden in NMOS uitgevoerd omdat daarmee een hogere snelheid behaald kon worden. Rond diezelfde periode, in 1970, werden ook de eerste MOS-geheugens gebouwd, met een tot dan toe ongekende grootte (4 kbit per chip).

## Soorten
Er zijn verschillende soorten MOSFETs. De meest gebruikte zijn de enhancement- en depletion-MOSFETs. Ook zijn er nog enkele speciale power MOSFET's: Cross Section E-MOSFET, Lateral Double Diffused MOSFET, V-MOSFET, T-MOSFET enz.

### Enhancementtype

Een positieve spanning aan de gate induceert een N-kanaal onder het oxide

De E-MOSFET werkt alleen in de enhancement-mode (verrijkingsmodus). In passieve toestand spert de FET. Wanneer er een spanning aan de gate wordt verbonden, zal er een kanaal worden gecreëerd. Deze spanning is afhankelijk van het type kanaal dat gebruikt wordt (de spanning op de gate moet bij een verrijkingstype altijd positief zijn om deze te laten geleiden). Het type (N-, P-kanaal) geeft aan hoe de stroom vloeit als deze in geleiding is. Van drain naar source, voor een P-kanaal, of van source naar drain, voor een N-kanaal.
- n-type geleidingskanaal – Dit type MOSFET bevat positief gedoteerd silicium die een sperlaag vormt en aan de drain en source negatief gedoteerd silicium. Om dit type in geleiding te brengen, zal er aan de gate een positieve spanning moeten aangelegd worden. Hierdoor worden de positieve deeltjes afgestoten en negatieve deeltjes uit het negatief gedoteerde silicium aangetrokken. Hierdoor wordt er een kanaal gecreëerd.
- p-type geleidingskanaal (bijv. de EOSFETs in een neurochip) – Dit type MOSFET bevat negatief gedoteerd silicium dat een sperlaag vormt. Aan de drain en source bevindt zich positief gedoteerd silicium. Om dit type in geleiding te brengen, zal er aan de gate een negatieve spanning aangelegd moeten worden. Hierdoor worden de negatieve deeltjes afgestoten en positieve deeltjes uit het positieve gedoteerde silicium aangetrokken. Hierdoor wordt er een kanaal gecreëerd.

### Depletiontype
De D-MOSFET werkt in de deplement-mode (verarmingsmodus). In passieve toestand is er reeds een kanaal aanwezig. Naargelang het teken van de drainspanning, zal het kanaal verbreden of versmallen. De spanning op de gate moet altijd negatief zijn om deze uit geleiding te brengen. Het type geeft aan hoe de stroom vloeit. Van drain naar source voor een P-kanaal en van source naar drain voor een N-kanaal.
- n-type geleidingskanaal – Het n-type MOSFET bezit reeds een N-kanaal. Wanneer we hier een positievere spanning aanleggen dan die aan de source, dan zal het kanaal vergroten. Leggen we een negatievere spanning aan, zal de MOSFET gaan sperren.
- p-type geleidingskanaal – Een p-type MOSFET bezit in neutrale toestand een P-kanaal. Wanneer we hier een negatievere spanning aanleggen dan die aan de source, dan zal het kanaal vergroten. Leggen we een positievere spanning aan, dan zal de MOSFET gaan sperren.

### Power MOSFET
- Cross Section E-MOSFET
- Lateral Double Diffused MOSFET – Dit type E-MOSFET wordt vooral gebruikt bij toepassingen voor hoog vermogen. Hiervoor is de afstand tussen drain en source verkleind. Hoe kleiner het kanaal, hoe lager de weerstand waardoor hogere stromen kunnen worden doorgelaten.
- V-MOSFET – De naam van de V-MOSFET komt van de V-groef in de opbouw. Die zorgt ervoor dat het elektrisch vermogen hoger wordt als gevolg van een korter en breder kanaal tussen drain en source. Bovendien wordt de frequentierespons beter.
- T-MOSFET – Deze is vergelijkbaar met de V-MOSFET. De gate wordt omringd door de source, waardoor de weerstand kleiner wordt.
- Dual-gate MOSFET – Dit type kan een verrijkings- of verarmings-MOSFET zijn, maar het grote verschil is dat hier twee gates voorzien zijn. Dit verlaagt de capacitieve waarde van de MOSFET. Dit type wordt vooral in hoogfrequent-RF-versterkers gebruikt.